# 克利诺瓦-新塞利夫卡
克利诺瓦-新塞利夫卡（烏克蘭語：Клинова-Новоселівка），2024年9月前名为亞歷山德里夫卡（烏克蘭語：Олександрівка），是烏克蘭東部哈爾科夫州博霍杜希夫區佐洛奇夫市鎮的村落。始建於1861年，面積1.37平方公里，海拔高度154米，2001年人口1,671，人口密度每平方公里1,219.7人。
2024年9月19日，乌克兰最高拉达将此村的名字改为克利诺瓦-新塞利夫卡。